# Plaza de Mayo
Plaza de Mayo è la piazza principale di Buenos Aires, capitale dell'Argentina. È situata nell'area nota come Microcentro, all'interno del quartiere di Monserrat ed è delimitata dalle Calles Bolívar, Hipólito Yrigoyen, Balcarce e dall'Avenida Rivadavia. In quanto centro della capitale argentina è stata teatro di alcuni dei più importanti avvenimenti della storia non solo cittadina, ma nazionale, come la Rivoluzione di Maggio che darà il via all'indipendenza delle Province Unite del Río de la Plata. In occasione del primo anniversario della rivoluzione, nel 1811, fu costruita la Pirámide de Mayo, il primo monumento dedicato alla storia del paese.
Sotto la piazza si estendono tre stazioni di tre differenti linee della metropolitana di Buenos Aires: Plaza de Mayo (Linea A), Catedral (Linea D) e Bolívar (Linea E).
Su Plaza de Mayo si affacciano alcuni degli edifici civili e religiosi più importanti della città: il Cabildo di Buenos Aires, la Casa Rosada (sede del governo nazionale), la cattedrale cittadina, la sede del governo cittadino e il Banco de la Nación Argentina.

## Storia
La piazza sorse in contemporanea con la fondazione della città di Buenos Aires di Juan de Garay nel 1580 ed era conosciuta come Plaza Mayor o Plaza Grande. Nel 1803 furono eretti al centro della piazza due porticati uniti da un arco. Questo edificio, noto come La Recova, dividerà Plaza de Mayo in due piazze, Plaza Mayor e Plaza de Armas, fino al 1884, anno in cui sarà demolito.

## Eventi svoltisi nella Plaza de Mayo
Sin dal XIX secolo, la Plaza de Mayo è il centro della vita politica di Buenos Aires, e per estensione dell'Argentina. Il suo attuale nome, che significa piazza di maggio, commemora la Rivoluzione di Maggio del 1810, che diede inizio al processo che portò all'indipendenza dalla Spagna nel 1816.
Il 17 ottobre 1945 in Plaza de Mayo si tenne una dimostrazione sindacale di massa per ottenere il rilascio del detenuto Juan Domingo Perón, che sarebbe diventato poi Presidente dell'Argentina. Per molto tempo i peronisti continuarono a radunarsi nella Plaza de Mayo ogni anno il 17 ottobre per dimostrare sostegno al loro leader.
Il 16 giugno 1955, nel corso di un tentativo di colpo di Stato orchestrato da una parte della Marina e dell'Aviazione argentina, la piazza, che in quel momento ospitava una manifestazione peronista, fu bombardata. Nel corso dell'attacco e dei successivi scontri rimasero uccise 364 persone.
Dagli anni settanta è il luogo dove ogni giovedì le madri di Plaza de Mayo, ovvero le madri dei desaparecidos si ritrovano a commemorare i figli scomparsi.
Il 2 aprile 1982 una folla si radunò per manifestare il supporto a Leopoldo Galtieri che aveva intrapreso la Guerra delle Falkland.
Nel dicembre del 2001 la Plaza de Mayo fu di nuovo teatro di scontri, durante la rivolta popolare scoppiata in seguito alla grave crisi economica che aveva colpito l'Argentina.